# Rolf Kracke
Rolf Kracke (* 11. Mai 1932 in Berlin-Charlottenburg; † 8. Februar 2010) war ein deutscher Ingenieur. Er entwickelte eine Konzeption zur synchronen Simulation von Eisenbahnnetzen.

## Leben

### Schule und Studium
Als Sohn des Reichsbahnamtsrats Fritz Kracke und dessen Ehefrau Hertha, geborene Aust, besuchte er vier Jahre eine Grundschule. Danach ging er ab Ostern 1942 an das Friedrichwerdersches Gymnasium in Berlin-Hermsdorf. Das Gymnasium Andreanum in Hildesheim absolvierte er von Dezember 1945 bis Ostern 1951, als er dort die Prüfung zum Abitur bestand. Danach studierte er ab 1951 an der TH Hannover das Fach Bauingenieurwesen. Im Juni 1956 erwarb er dort das Diplom in der Fachrichtung Konstruktiver Ingenieurbau.

### Tätigkeit bei der Bundesbahn
Bei der  Bundesbahndirektion Hannover absolvierte er anschließend eine Ausbildung zum Referendar. Im Jahre 1957 nahm er am Schinkelwettbewerb teil und gewann den 1. Preis mit der Schinkelplakette. Im Juni 1959 bestand er die große Staatsprüfung des Oberprüfungsamtes für die höhere technische Verwaltungslaufbahn. Bei der Bundesbahn nahm er dann eine Tätigkeit als Bundesbahnbauassessor auf. Gleichzeitig erfolgte seine Überstellung an den Lehrstuhl für Verkehrswirtschaft, Eisenbahnbau und -betrieb an der TH Aachen. Seine Beförderung zum Bundesbahnrat erfolgte am 1. Februar 1961. Am Bundesbahnbetriebsamt Aachen nahm er ab Februar 1962 eine Tätigkeit auf.

### Promotion und Berufung an die TH Hannover
Am 20. Mai 1963 bestand er die mündliche Prüfung der  Promotion zum Dr.-Ing. an der TH Aachen mit dem Thema Stehende und fliegende Kreuzungen auf eingleisigen Hauptbahnen in betrieblicher und wirtschaftlicher Hinsicht., wobei als Referent Hermann Nebelung und als Korreferent Wolfgang Schmitz (Betriebswirtschaftler) wirkten. Bis zu seiner Berufung als Nachfolger von Erwin Massute an das Institut für Verkehrswesen, Eisenbahnbau und -betrieb (IVE) an der Universität Hannover als ordentlicher Professor arbeitete er als wissenschaftlicher Hilfsarbeiter in der Hauptverwaltung der  Deutschen Bundesbahn. Zahlreiche Forschungsarbeiten erarbeitete er zu verkehrspolitischen Themen, wobei Fragen der Verkehrs- und Betriebsführung des deutschen und europäischen Eisenbahnwesens das Hauptgebiet der Themen einnahmen. Ein Schwerpunkt der Arbeiten betraf die effektive Ausnutzung von Eisenbahnnetzen, wobei er eine synchrone Konzeption zur Simulation der Netze entwickelte.
In Fachzeitschriften veröffentlichte er bis zum Jahr 1996 etwa 60 wissenschaftliche Arbeiten. Selber war er in der Zeitschrift ETR Eisenbahntechnische Rundschau in der Redaktion tätig. Im Jahre 1997 erfolgte seine Emeritierung. Seine Nachfolge trat Thomas Siefer an.

## Mitgliedschaft
- Mitglied im wissenschaftlichen Beirat im Bundesministerium für Verkehr
- Mitglied im Verwaltungsrat der Deutschen Bundesbahn (ab 1975)[7]
- Braunschweigische Wissenschaftliche Gesellschaft (seit 1976)
- Deutsche Verkehrswissenschaftliche Gesellschaft
- Hafenbautechnische Gesellschaft

## Auszeichnungen
- 1957: Schinkelpreis

## Schriften
- Stehende und fliegende Kreuzungen auf eingleisigen Hauptbahnen in betrieblicher und wirtschaftlicher Hinsicht, Aachen 1963
- Marktwirtschaftliche Ordnung und öffentliche Vorhaltung der Verkehrswege mit Herbert Krüger und Hans Glaser, Hamburg 1969
- Güterumgehungsbahn Bremen, mit K.H. Jesberg, Hannover 1973
- Das neue Verkehrskonzept der Deutschen Bundesbahn – Notwendigkeit und Chance für die Eisenbahn mit Wilhelm Wolters, Köln 1978
- Untersuchung zur Verbesserung des Schienenpersonenfernverkehrs SPFV in der Region Franken mit B. Keppeler, T. Siefer, J. Siegmann, U. Günther und B. Rohde, Stuttgart 1988
- Künftiger Schienenverkehr in Deutschland und Europa, in: Planung oder Anpassung? – (Hrsg.): Deutsche Akademie für Städtebau und Landesplanung e.V. -DASL-, Berlin, Hildesheim: 1989. S. 141–151
- Stadt- und umweltverträgliche Güterverkehrszentren, in: Der Nahverkehr 1990, Heft 4, Seite 49–51
- Rechnergestützte Planungssysteme für die Fahrweginstandhaltung, in: EI Der Eisenbahningenieur 41 (1990) Nr. 7, S. 361–363
- CAD-Systeme für die Planung von Instandhaltungsarbeiten am Eisenbahnfahrweg mit Hartmut Dannenberg, in: Internationales Verkehrswesen 1990, Heft 1, Seite 29–31
- Die intelligente Bahn : Memorandum über die Forschungs- und Entwicklungsaufgaben für den Schienenverkehr der Zukunft, Bonn 1990
- Verbesserungsmöglichkeiten der Flachenanbildung an überregionale Verkehre, Hannover 1991
- Intermodal holds the key to European freight travel mit Jürgen Siegmann, in: Railway Gazette International 1992, Heft 3, Seite 179–189
- Güterverkehrssysteme und -zentren mit Johannes Hildebrandt, Wolf-Rüdiger Runge und Wolfgang Voges, in: Raumordnerische Aspekte der großräumigen Verkehrsinfrastruktur in Deutschland, Schriftenreihe der Akademie für Raumforschung und Landesplanung (ARL) 1992
- Ingenieurbauwerke der Neubaustrecken der Deutschen Bundesbahn, mit Peter Koch und Theo Rahnstadt als Hrsg., Darmstadt 1992
- Darstellung der Ursache/Wirkung-Beziehungen verschiedener Oberbauinstandhaltungsstrategien mit Hilfe von System Dynamics-Modellen mit Dieter Schmidt, Reinhart Schroeder-Baumgart und Erich Zahn, in: Eisenbahntechnische Rundschau 1992, Heft 3, Seite 133–143
- Rechnergestützte Betriebsplanung bei der Fahrweginstandhaltung mit Heike Twele, In: Erstellen und Instandhalten von Bahnanlagen, Edition ETR, Hestra-Verlag 1993
- Güterverkehrs- und -verteilzentren, mit Johannes Hildebrandt, Wolf-Rüdiger Runge, und Wolfgang Voges, in: Isermann (Hrsg.):Logistik, Verlag Moderne Industrie, Landsberg 1994
- Schienengebundener Verkehr mit Volker Stölting, Beitrag zum Handwörterbuch der Akademie für Raumforschung und Landesplanung (ARL), 1994
- Das europäische Hochgeschwindigkeitsnetz mit Falk Fehsenfeld, ZEV/DET Glasers Annalen 1994, Heft 3, Seite 43–50
- Automation and the private sector hold the keys to efficiency, mit Jürgen Siegmann und Wolfgang Voges, in: Railway Gazette International 1995, Heft 2, Seite 86–88
- Bahnmetropole Berlin mit Roland Heinisch und Peter Koch, Darmstadt 1996
- Nutzen der Vernetzung von Verkehrsmitteln : Möglichkeiten und Grenzen mit Gerd Aberle, Bonn 1996
- Feste Fahrbahn mit Roland Heinisch und Eckart Lehmann, Darmstadt 1997, ISBN 3777102695
- Die Zukunft des kombinierten Verkehr – was ist zu tun?, 	Bergisch Gladbach 1999
- Meilensteine in der Entwicklung von Eisenbahn-Infrastruktur und Betriebsführung im Spiegel der ETR, in: ETR Eisenbahntechnische Rundschau 51 (2002), Sondernummer, S. 20–47